# Кильдюшевский, Николай Петрович
Николай Петрович Кильдюшевский (1868 ― после 1917) ― русский педагог. Первый директор Самарского учительского института (1911―1917 гг.).

## Биография
Потомственный дворянин, православного вероисповедания. Окончил физико-математический факультет Императорского Казанского университета. С 1 августа 1903 по 15 августа 1906 года исполнял обязанности инспектора Астраханского реального училища. С 15 августа 1906 по 20 августа 1910 года ― инспектор Сарапульского реального училища.
20 августа 1911 года был назначен директором новообразованного Самарского учительского института (ныне ― Самарский государственный социально-педагогический университет), который стал первым высшим учебным заведением в городе. В институте преподавал математику. Несмотря на то, что изначально в учебном заведении не было деления на факультеты и кафедры и выпускники его готовились к «службе учителей городских начальных училищ по назначению учебного начальства», именно под руководством Кильдюшевского была создана административная и кадровая основа для последующего открытия физико-математического факультета. После революции в 1917 году уступил пост руководителя института А. П. Нечаеву.
Был награждён орденом Анны II степени, медалью «В память царствования императора Александра III», медалями 300-летия Дома Романовых и 100-летия Отечественной войны 1812 года.
Был женат.

## Труды
- Кильдюшевский, Н. П. Прямолинейная тригонометрия / Сост. Н.П. Кильдюшевский, преп. математики Казан. 3 гимназии. - 3-е изд., доп. - Казань : бр. Башмаковы, 1915. - [2], 146, III с. : черт.; 24.[1]
- Кильдюшевский, Н. П. "Юным математикам" : Мат. сб. Вып. 1- / Н.П. Кильдюшевский. - Казань : Лито-тип. И.Н. Харитонова, 1911. - 27.[5]